# Nami Nemotová
Nami Nemotová (japonsky 奈美 根本, Nemoto Nami; * 24. března 1975 Kamišihoro) je bývalá japonská rychlobruslařka.
V roce 1992 poprvé nastoupila na Mistrovství světa juniorů, které vyhrála; roku 1994 byla čtvrtá. V závodech Světového poháru startovala od roku 1992. Na Mistrovství světa na jednotlivých tratích debutovala v roce 1998, na vícebojařském světovém šampionátu o rok později. V letech 1999–2005 vybojovala na asijských mistrovstvích jednu zlatou a tři stříbrné medaile. Na Mistrovství světa na jednotlivých tratích 2005 získala bronzovou medaili jakožto členka japonského týmu v závodě družstev. Zúčastnila se zimních olympiád v letech 1998 (5000 m – 15. místo), 2002 (3000 m – 18. místo, 5000 m – nedokončila po pádu) a 2006 (1500 m – 29. místo, stíhací závod družstev – 4. místo). Po sezóně 2005/2006 ukončila sportovní kariéru.